# Togoische Streitkräfte
Die togoischen Streitkräfte (französisch: Forces Armées Togolaises, kurz: FAT) sind die nationalen Streitkräfte der Republik Togo, die aus Heer, Marine, Luftwaffe und der nationalen Gendarmerie bestehen. Die gesamten Militärausgaben beliefen sich im Finanzjahr 2020 auf 2,0 % des BIP des Landes. Militärbasen gibt es in Lomé, Temedja, Kara, Niamtougou und Dapaong. Der derzeitige Chef des Generalstabs ist seit dem 6. Dezember 2020 Brigadegeneral Dadja Maganawe.

## Heer
Der derzeitige Generalstabschef des Heeres ist Oberst Blakimwé Wiyao Balli. Die Elite-Präsidentenleibwächter der Streitkräfte der Republik Togo werden Berichten zufolge von Benjamin Yeaten, einem international gesuchten liberianischen Militärkommandanten und Kriegsverbrecher, ausgebildet.

### Ausrüstung
Das Togoische Heer verfügt über folgende Ausrüstung:
| Name                      | Herkunft                               | Typ                       | Version                   | Im Dienst                 | Notizen                   |
| Gepanzerte Kampffahrzeuge | Gepanzerte Kampffahrzeuge              | Gepanzerte Kampffahrzeuge | Gepanzerte Kampffahrzeuge | Gepanzerte Kampffahrzeuge | Gepanzerte Kampffahrzeuge |
| ------------------------- | -------------------------------------- | ------------------------- | ------------------------- | ------------------------- | ------------------------- |
| T-54 T-55                 | Sowjetunion                            | Kampfpanzer               |                           | 2                         |                           |
| Scorpion                  | Vereinigtes Königreich                 | Leichter Panzer           |                           | 9                         |                           |
| Panhard AML               | Frankreich                             | Spähpanzer                | AML-60 AML-90             | 3 7                       |                           |
| Bastion Patsas            | Frankreich                             | Spähpanzer                |                           | 29                        |                           |
| EE-9 Cascavel             | Brasilien                              | Spähpanzer                |                           | 36                        |                           |
| M8 Greyhound              | Vereinigte Staaten                     | Spähpanzer                | M8 M20                    | 6 3                       |                           |
| Véhicule Blindé Léger     | Frankreich                             | Spähpanzer                |                           | 2                         |                           |
| BMP-2                     | Sowjetunion                            | Schützenpanzer            |                           | 20                        |                           |
| UR-416                    | Deutschland                            | Mannschaftstransporter    |                           | 30                        |                           |
| M3                        | Vereinigte Staaten                     | Mannschaftstransporter    |                           | 4                         |                           |
| TC-54                     | Frankreich                             | Schwerer Lkw              |                           | 110                       |                           |
| Artillerie                |                                        |                           |                           |                           |                           |
| 2S1 Gvozdika              | Sowjetunion                            | Panzerhaubitze            |                           | 6                         |                           |
| M101                      | Vereinigte Staaten                     | Haubitze                  |                           | 4                         | 105-mm-Haubitze           |
| BM-21                     | Sowjetunion Volksrepublik China        | Raketenwerfer             | Type 81                   |                           | chinesische Version       |
| BM-37                     | Sowjetunion                            | Mörser                    |                           | 20                        |                           |
| Flugabwehrwaffen          |                                        |                           |                           |                           |                           |
| ZPU-4                     | Sowjetunion                            | Maschinengewehr           |                           | 38                        |                           |
| M1939                     | Sowjetunion                            | Flugabwehrkanone          |                           | 5                         |                           |
| Panzerabwehrwaffen        |                                        |                           |                           |                           |                           |
| M20                       | Vereinigte Staaten Volksrepublik China | Rückstoßfreies Geschütz   | Type 52 Type 56           |                           | chinesische Version       |
| B-10                      | Sowjetunion Volksrepublik China        | Rückstoßfreies Geschütz   | Type 65                   |                           | chinesische Version       |
| M1943                     | Sowjetunion                            | Kanone                    |                           | 5                         |                           |

## Luftwaffe

Kokarde der Luftwaffe

Die Luftwaffe der Republik Togo (französisch: Armée de l'Air Republic of Togo) wurde 1964 gegründet, und der französische Einfluss bleibt bei der Wahl der eingesetzten Flugzeuge bestehen. Seit 2020 ist der Generalstabschef der Luftwaffe Oberst Tassounti Djato.
Die C-47 Skytrain war das erste eingesetzte Flugzeug; sie war von 1960 bis 1976 Teil der Truppe. Die C-47 wurden 1976 durch zwei DHC-5D Buffalo STOL ersetzt. Ebenfalls im selben Jahr erwarb Togo fünf bewaffnete Jettrainer Fouga Magister der deutschen Luftwaffe und sieben EMB.326GBs aus Brasilien, um die Escadrille de Chasse zu gründen. Togos bewaffnete Jettrainer-Flotte wurde 1981 durch die Lieferung von fünf Alpha Jets und 1986 durch drei Kolbenmotorflugzeuge vom Typ Aerospatiale TB-30 Epsilon aufgerüstet. Die Fouga Magister wurden 1985 an Frankreich zurückgegeben.
Während ihres Bestehens änderte sich der offizielle Name von Section Air der Forces armées Republic of Togo 1964 in Escadrille Nationale Republic of Togo 1973, in Groupement Aerienne Republic of Togo (GAW) 1980 und schließlich in Armée de l'Air Republic of Togo 1997.
Gegenwärtig konzentrieren sich ihre Operationen auf die Lomé Transportbasis am Flughafen Lomé Tokoin, wo die Transportflugzeuge stationiert sind, und auf die Niamtougou-Kampfbasis am Internationalen Flughafen Niamtougou, wo sich die Kampfeinheiten befinden.

### Luftfahrzeuge

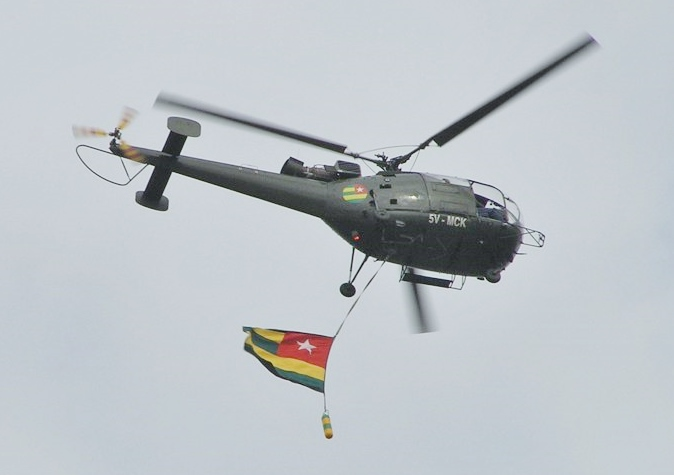
Eine Alouette III mit der Nationalflagge darunter

(Stand: Ende 2020)
| Luftfahrzeug                    | Herkunft                        | Typ                             | Variante                        | Im Dienst                       | Notizen                         |
| Militärische Transportflugzeuge | Militärische Transportflugzeuge | Militärische Transportflugzeuge | Militärische Transportflugzeuge | Militärische Transportflugzeuge | Militärische Transportflugzeuge |
| ------------------------------- | ------------------------------- | ------------------------------- | ------------------------------- | ------------------------------- | ------------------------------- |
| Beechcraft King Air             | Vereinigte Staaten              | Versorgung/Transport            | Beechcraft Super King Air       | 2                               |                                 |
| Schulflugzeuge                  |                                 |                                 |                                 |                                 |                                 |
| Alpha Jet                       | Frankreich / Deutschland        | Trainer/Leichtangriff           |                                 | 5                               |                                 |
| Socata TB 30                    | Frankreich                      | Standard Schulflugzeug          |                                 | 2                               |                                 |
| Aermacchi MB-326                | Italien                         | Trainer/Leichtangriff           |                                 | 6                               |                                 |
| Hubschrauber                    |                                 |                                 |                                 |                                 |                                 |
| Aérospatiale SA 342             | Frankreich                      | Mehrzweckhubschrauber           |                                 | 2                               |                                 |

## Marine
Die Nationale Marine wurde am 1. Mai 1976 gegründet, um die etwa 55 Kilometer der Küste und den Seehafen von Lomé zu bewachen. Sie verfügt derzeit über 2 Patrouillenboote mit Holzrumpf, die Kara (P 761) und die Mono (P 762), die beide seit 1976 im Einsatz sind. Am 7. Juli 2014 erhielt die Marine ein Patrouillenboot RPB 33 mit dem Namen Agou (P 763). Derzeit ist der Stabschef der Marine der Schiffskapitän Atiogbé Ametsipe.

### Ausrüstung
| Schiff                        | Herkunft           | Typ             | Im Dienst | Notizen                  |
| ----------------------------- | ------------------ | --------------- | --------- | ------------------------ |
| Kara (P 761)                  | Frankreich         | Patrouillenboot | 1         | Kara-Patrouille-Klasse   |
| Mono (P 762)                  | Frankreich         | Patrouillenboot | 1         | Kara-Patrouille-Klasse   |
| Agou (P 763) Unbekannter Name | Frankreich         | Patrouillenboot | 2         | RPB 33-Klasse            |
| Unbekannte Namen              | Vereinigte Staaten | Patrouillenboot | 3         | Boot der Defender-Klasse |